# آلیدا مارچ
آلیدا مارچ (اسپانیایی: Aleida March‎؛ زادهٔ ۱۹ اکتبر ۱۹۳۶) اهل کوبا است. وی همسر دوم چه گوارا و از اعضای ارتش انقلابی کوبا بود. ازدواج او با چه گوارا در ۲۳ مارس ۱۹۵۹ یا ۲ ژوئن ۱۹۵۹، پس‌از طلاق چه گوارا از هیلدا گادآ آکوستا رخ داده است.
او نویسنده کتاب یادگار (Evocation) است که در بارهٔ عشق او، ازدواج با چه گوارا، و بزرگ کردن چهار فرزندشان پس از مرگ چه گوارا است.